# ماریانه سنت-گلیس
ماریانه سنت-گلیس (انگلیسی: Marianne St-Gelais؛ زادهٔ ۱۷ فوریهٔ ۱۹۹۰) اسکیت‌باز سرعت اهل کانادا است.